# Vegas Indy 300 2000
Vegas Indy 300 2000 var ett race som var den tredje deltävlingen i IndyCar Series 2000. Racet kördes den 22 april på Las Vegas Motor Speedway. Al Unser Jr. tog sin första racevinst sedan 1995 i CART. Mark Dismore och unge Sam Hornish Jr. var övriga förare på pallen.

## Slutresultat
| Plats | Förare           | Team                     | Grid |
| ----- | ---------------- | ------------------------ | ---- |
| 1     | Al Unser Jr.     | Galles Racing            | 21   |
| 2     | Mark Dismore     | Kelley Racing            | 1    |
| 3     | Sam Hornish Jr.  | PDM Racing               | 18   |
| 4     | Jeret Schroeder  | Tri-Star Motorsports     | 8    |
| 5     | Robbie Buhl      | Dreyer & Reinbold Racing | 23   |
| 6     | Robby McGehee    | Treadway Racing          | 16   |
| 7     | Billy Boat       | Team Pelfrey             | 5    |
| 8     | Tyce Carlson     | Hubbard-Immke Racing     | 27   |
| 9     | Greg Ray         | Team Menard              | 2    |
| 10    | Jaques Lazier    | Truscelli Racing         | 22   |
| 11    | Eddie Cheever    | Cheever Racing           | 7    |
| 12    | Scott Goodyear   | Panther Racing           | 10   |
| 13    | Ronnie Johncox   | McCormack Motorsports    | 24   |
| 14    | Airton Daré      | TeamXtreme               | 11   |
| 15    | Jason Leffler    | Treadway Racing          | 9    |
| 16    | Jimmy Kite       | Blueprint Racing         | 17   |
| 17    | Sarah Fisher     | Walker Racing            | 12   |
| 18    | Eliseo Salazar   | A.J. Foyt Enterprises    | 4    |
| 19    | Doug Didero      | Mid-America Motorsports  | 26   |
| 20    | Davey Hamilton   | TeamXtreme               | 28   |
| 21    | Jeff Ward        | A.J. Foyt Enterprises    | 6    |
| 22    | Buddy Lazier     | Hemelgarn Racing         | 20   |
| 23    | Scott Harrington | Nienhouse Motorsports    | 14   |
| 24    | Jack Miller      | Tri-Star Motorsports     | 25   |
| 25    | Buzz Calkins     | Bradley Motorsports      | 19   |
| 26    | Donnie Beechler  | Cahill Racing            | 13   |
| 27    | Scott Sharp      | Kelley Racing            | 3    |
| 28    | Stéphan Grégoire | Dick Simon Racing        | 15   |